# Sinoxylon cafrum
Sinoxylon cafrum är en skalbaggsart som beskrevs av Pierre Lesne 1905. Sinoxylon cafrum ingår i släktet Sinoxylon och familjen kapuschongbaggar. Inga underarter finns listade i Catalogue of Life.